# 望月信雅
望月 信雅（もちづき のぶまさ）は、戦国時代から安土桃山時代にかけての武将。信濃国望月城主。

## 生涯
滋野氏の後裔望月氏の庶流。望月氏宗家の望月昌頼に仕える。初名は「源三郎昌貞」。
天文12年（1543年）に長窪城主・大井貞隆と共に武田晴信（信玄）の侵攻に抵抗するが長窪城は攻略され、望月氏の望月城も落城する。この際多くの望月一族が討たれたが、信雅は難を逃れた。天文17年（1548年）には武田氏に従い、翌18年（1549年）正月、真田幸綱らを通して知行安堵の朱印状を与えられた。この年の5月に武田氏に抵抗を続けていた一族の望月新六が降伏したのを受けてか、翌6月、その忠勤を称えられ望月惣領職を与えられた。またこれに伴い、武田晴信の偏諱を受けて「信雅」に改名した。
永禄元年（1558年）には釈尊寺（小諸市）を再興させている。
信雅は武田信繁の子・信頼を養子としたが、永禄7年（1564年）に信頼が死去したため、その実弟の信永を養子として家督を譲った。天正3年（1575年）長篠の戦いで信永が戦死すると、信雅はしかるべき人物に娘を嫁がせて将来家督を継承させることを武田勝頼に願い出て許され、その人物が成人するまでの望月氏の名代に、信永の実兄・武田信豊が就いた。この頃、信雅は「印月斎」を名乗っており、すでに隠居している。
天正10年（1582年）の甲州征伐で武田氏が滅亡すると織田信長に従ったとみられるが、続く天正壬午の乱の際の動向ははっきりしない。天正11年（1583年）正月に依田信蕃の斡旋で徳川家康に従ったとされ、それ以後、徳川氏に従属している様子が確認できる。織田・徳川の連合軍が信州を平定した後の天正10年10月24日、家臣の村田但馬守に知行を与えている。
天正12年（1584年）5月18日、村田但馬守に大日向の地を与え、7月12日には、原宮に一貫五百文の地を寄進している。
徳川氏の関東移封後の動向は不明である。

## 関連文献
- 大石泰史 編『全国国衆ガイド 戦国の"地元の殿様"たち』星海社〈星海社新書70〉、2015年、180頁。ISBN 978-4-06-138571-9。